# Айдахский выступ
Айдахский выступ (Северный Айдахо; англ. Idaho Panhandle) — регион, расположенный в северной части американского штата Айдахо. Включает в себя 10 округов: Бенева, Боннер, Баундари, Клируотер, Айдахо, Кутеней, Лейта, Льюис, Нез-Перс и Шошоне. Южную часть региона, к югу от города Москоу, иногда выделяют в отдельный регион Северный Центральный Айдахо.
Выступ (Панхэндл, англ. Panhandle) — принятое в американской терминологии название длинного узкого выступа территории между двумя другими территориями, буквально переводится как «Ухват», «Ручка сковороды».

## Географическое положение
Айдахский выступ граничит со штатом Вашингтон на западе, с Монтаной на востоке и канадской Британской Колумбией на севере. Общая площадь составляет 54,5 тыс. км² (21 тыс. кв. миль) — ровно 1/4 территории штата Айдахо; также 839 км² занято водной поверхностью.
Регион расположен в двух часовых поясах: большая часть территории живёт по Североамериканскому тихоокеанскому времени UTC-8, но небольшая часть округа Айдахо к югу от реки Салмон расположена в Горном времени UTC−7, как и остальная часть штата Айдахо. В силу того, что выступ отделен от остальной территории штата горной цепью, он более тяготеет к штату Вашингтон, особенно к городу Спокан, поэтому расположен с ним в одном часовом поясе, дабы не создавать неудобств в транспортной, экономической и прочей сферах.

### Серебряная долина
К востоку от города Кер-д’Ален вдоль шоссе I-90 расположена Серебряная Долина (англ. Silver Valley). Это район, как следует из его названия, известен своими залежами серебра, хотя первыми поселенцами здесь были золотодобытчики. По всей долине расположены небольшие шахтерские города: Пайнхерст, Келлог, Силвертон, Уоллес и др. В общей сложности в регионе было добыто более 3000 тысяч тонн цинковой руды , 8000 тысяч тонн свинцовой руды и 28 тысяч тонн чистого серебра на общую сумму более 6 миллиардов долларов, что делает этот регион одним из самых важных в истории мировой добычи. В течение 70-х годов на Серебряную долину приходилась почти половина национальной добычи серебра. Однако затем последовал резкий спад добычи ресурсов, что повлекло за собой рост безработицы и отъезд населения. В настоящее время практически вся добыча приостановлена и регион постепенно переориентируется на туризм.

## Население
Численность населения Северного Айдахо по результатам переписи 2010 года составила 317 751 или 20,3 % населения Айдахо. Крупнейшим городом является Кер-д’Ален с населением 44137 человек, также важными центрами являются Льюистон, Москоу (месторасположение Айдахского университета), Пост-Фолс и другие.

### Индейские резервации
На территории Северного Айдахо расположено 3 индейских резервации:
- Резервация Кер-д’Ален (ок. 6500 человек);
- Резервация Не-персе (ок. 18000 человек);
- Резервация Ктунаха (ок. 2000 человек).

## Промышленность и сельское хозяйство
В Айдахском выступе большое развитие получила лесная промышленность, на его территории расположено 12 лесозаготовительных комплексов. Для пивной промышленности, характерной для Тихоокеанского Северо-запада, выращивается хмель. Также развито животноводство (производство говядины).
Как правило, жители очень консервативны и религиозны. Некоторые эксперты отмечают наличие расизма у населения.